# Comisión Independiente de Derechos Humanos de Afganistán
La Comisión Independiente de Derechos Humanos de Afganistán (en persa: کمیسیون مستقل حقوق بشر افغانستان‎, en pastún: د افغانستان د بشري حقونو خپلواک کميسيون‎) fue el Instituciones nacionales de derechos humanos de Afganistán, dedicado a la promoción, protección y monitoreo de los derechos humanos y la investigación de abusos de los mismos. La Comisión remitía las violaciones de los derechos humanos de los individuos a las autoridades legales y les ayudaba a defender sus derechos.
La estructura, deberes y mandatos de la Comisión fueron definido en una ley especial. La Comisión tuvo una junta de liderazgo compuesta por nueve Comisionados que eran designados por el Presidente por un período de cinco años incluido el presidente de la Comisión. El vicepresidente de la Comisión era elegido entre los propios miembros de la Comisión Independiente de Derechos Humanos.
La Comisión tenía sede en Kabul se estableció sobre la base de un decreto del Presidente de la Administración Provisional (gobierno Interino) el 6 de junio de 2002, de conformidad con el Acuerdo de Bonn (del 5 de diciembre de 2001), la Resolución de la Asamblea General de las Naciones Unidas 48/134 de 1993 refrendando los Principios de París sobre las instituciones nacionales de derechos humanos, y el artículo 58 de la  Constitución de la República Islámica de Afganistán.
La Comisión se describía a sí misma como un "organismo constitucionalizado, nacional e independiente de derechos humanos en Afganistán"." Remitía a los huérfanos indigentes a la organización no gubernamental la promesa de Mahboba.
Desde julio de 2019 la presidenta fue Shahrzad Akbar.
La Comisión desempeñó un papel importante en el 2007 en el escándalo de abuso de detenidos afganos por parte de militares  canadienses, cuando surgieron cuestionamientos y preguntas sobre la capacidad del Comisión para controlar el estado de las personas detenidas por soldados canadienses y entregadas bajo custodia a las autoridades afgana. Un informe en el diario The Globe and Mail (que inició el escándalo) citó a varios investigadores de la Comisión, alegres de la renovada atención a los derechos humanos que había creado el escándalo canadiense, pero temerosos de las consecuencias políticas del liderazgo afgano una vez que ocurrieron los abusos del pasado a la luz.

## Estructura
La Secretaría de la Comisión Independiente estaba encabezada por el director Ejecutivo de la Comisión. Todas las actividades administrativas y ejecutivas de la Comisión estaban reguladas por el director Ejecutivo. Había varias unidades de programa en la estructura de la Comisión para llevar a cabo las actividades de la misma. Estas unidades eran las siguientes:
- Educación en derechos humanos
- Monitoreo e investigación de violaciones de derechos humanos;
- Defensores de la policía;
- Unidad de Derechos de la Mujer
- Unidad de Derechos del Niño
- Unidad de Derechos de las Personas con Discapacidad
- Unidad de justicia transicional
- Unidad de Monitoreo, Evaluación e Informes
- Unidad de Investigación e Investigación
- Unidad Especial de Monitoreo (monitoreo de la observancia del derecho internacional humanitario durante los conflictos armados)
- Unidad de Publicaciones.

Las siguientes unidades apoyaban a la Comisión Independiente:
- Consejero legal
- Unidad de base de datos
- Tecnología de la Información (TI)
- Unidad de Recursos Humanos
- Unidad de finanzas

Los programas y actividades de la Comisión Independiente eran llevados a cabo por una Oficina Central en Kabul, ocho oficinas regionales y seis oficinas provinciales en todo el país. Cada una de las oficinas regionales cubrían varias provincias y las oficinas provinciales también trabajaban en la misma provincia. Estas oficinas eran las siguientes:
- Oficina regional de Kabul
- Oficina regional de Jalalabad
- Oficina regional de Mazar-e-Sharif
- Oficina regional de Herat
- Oficina regional de Kandahar
- Oficina regional de Bamiyan
- Oficina regional de Kunduz
- Oficina regional de Gardez
- Oficina Provincial de Badakhshan
- Oficina Provincial de Daikundi
- Oficina Provincial de Faryab
- Oficina Provincial de Helmand
- Oficina Provincial de Uruzgan
- Oficina Provincial de Ghor

A través de estas quince oficinas, la Comisión Independiente de Derechos Humanos de Afganistán cubría todo el país para implementar sus programas y actividades.

## Estado internacional
En octubre de 2007, con el apoyo de la Oficina del Alto Comisionado de las Naciones Unidas para los Derechos Humanos, el AIHRC obtuvo la acreditación de 'estatus A' del proceso de revisión por pares del Comité Coordinador Internacional de Instituciones Nacionales de Derechos Humanos, dándole un mayor acceso a los órganos de derechos humanos de las Naciones Unidas. Ese estado fue sometido a una revisión especial por parte de la CPI en noviembre de 2008, y se reafirmó. La Comisión era miembro del Foro Asia Pacífico, uno de los cuatro grupos regionales en la Corte Penal Internacional.

## Disolución
En septiembre del 2021, luego de la caída de Kabul, la Comisión Independiente para los Derechos Humanos de Afganistán anunció, oficialmente, la suspensión de sus actividades.
En mayo de 2022, los talibanes disolvieron la Comisión, alegando que no es un organismo "necesario" en este momento y que puede ser reactivado de ser requerido. Asimismo advirtieron que el déficit presupuestal del país, no le permite mantener la Comisión en funcionamiento. 
Además el gobierno talibán cerró el Alto Consejo para la Reconciliación Nacional (que tenía a su cargo el proceso de paz entre el gobierno de Ashraf Ghani, apoyado por Estados Unidos, y los talibanes), el Consejo de Seguridad Nacional y la comisión para supervisar la implementación de la constitución afgana.